# ヤンヘル・エレーラ
- ジャンヘル・エレーラ

ヤンヘル・クレメンテ・エレーラ・ラベロ（Yangel Clemente Herrera Ravelo, 1998年1月7日 - ）は、ベネズエラ・ラ・グアイラ州ラ・グアイラ出身のサッカー選手。ジローナFC所属。ベネズエラ代表。ポジションはMF。

## 来歴

### クラブ
2014年にプリメーラ・ディビシオンのモナガスSCで、16歳でプロデビュー。2016年にアトレティコ・ベネズエラに移籍し、同年シーズンに32試合3得点という成績を記録した後、2017年1月31日にプレミアリーグのマンチェスター・シティFCへの移籍が決定した後、同年いっぱいのローン移籍で提携チームのニューヨーク・シティFCへの加入が決定。3月12日のD.C. ユナイテッド戦でMLSデビューを飾り、2018年シーズン終了までプレーした。
2019年1月16日、プリメーラ・ディビシオンのSDウエスカに、2018-19シーズン終了までのローン移籍で加入することが発表。16試合に出場するも、チームはリーグ19位に沈んだ。
2019年7月26日、グラナダCFと買取オプション付の1年間のローン移籍に合意した。
2020年8月30日、グラナダCFは引き続きローン移籍することを発表している。2020-21シーズン終了後にマンチェスター・シティに戻ったものの、監督ジョゼップ・グアルディオラの構想外とも伝えられていることもあり、サウサンプトンFC、ウェストハム・ユナイテッドFC、アトレティコ・マドリードなどへの移籍の可能性があると報じられた。
2021年8月31日、RCDエスパニョールにシーズン終了までのレンタルで移籍した。
2022年8月2日、ジローナFCにレンタル移籍。
2023年7月14日、移籍してからレンタル移籍を繰り返していたマンチェスター・シティを離れ、ジローナへ4年契約で完全移籍することが発表された。

### 代表
2015年からユース世代のベネズエラ代表に招集され、2016年開催のコパ・アメリカ・センテナリオのメンバーに招集。同年10月のブラジル戦でフル代表デビューを果たした。更に2017年10月10日の2018 FIFAワールドカップ・南米予選のパラグアイ戦で、代表初ゴールを決めた。

## 代表歴

### 出場大会
- U-20ベネズエラ代表
  - 2017年 - FIFA U-20ワールドカップ
- ベネズエラ代表
  - 2016年 - コパ・アメリカ・センテナリオ（ベスト8）

## 個人成績
2019年5月29日現在
| クラブ                   | シーズン | リーグ | リーグ | カップ | カップ | 国際大会 | 国際大会 | 合計 | 合計 |
| クラブ                   | シーズン | 出場   | 得点   | 出場   | 得点   | 出場     | 得点     | 出場 | 得点 |
| ------------------------ | -------- | ------ | ------ | ------ | ------ | -------- | -------- | ---- | ---- |
| アトレティコ・ベネズエラ | 2016     | 32     | 3      | 1      | 0      | 0        | 0        | 33   | 3    |
| アトレティコ・ベネズエラ | 合計     | 32     | 3      | 1      | 0      | 0        | 0        | 33   | 3    |
| ニューヨーク・シティ     | 2017     | 20     | 1      | 0      | 0      | 0        | 0        | 20   | 1    |
| ニューヨーク・シティ     | 2018     | 18     | 0      | 0      | 0      | 0        | 0        | 18   | 0    |
| ニューヨーク・シティ     | 合計     | 38     | 1      | 0      | 0      | 0        | 0        | 38   | 1    |
| ウエスカ                 | 2018-19  | 16     | 0      | 0      | 0      | 0        | 0        | 16   | 0    |
| ウエスカ                 | 合計     | 16     | 0      | 0      | 0      | 0        | 0        | 16   | 0    |
| 通算                     | 通算     | 86     | 4      | 1      | 0      | 0        | 0        | 87   | 4    |